# دانيال ديلون
دانيال ديلون (بالإنجليزية: Daniel Dillon)‏ مواليد 19 مارس 1986، هو لاعب كرة سلة أسترالي بدأ مسيرته الاحترافية في سنة 2008 ويحمل الرقم 12. يبلغ طوله 6 قدم 4 1⁄4 بوصة (1.9 م).

## روابط خارجية
- دانيال ديلون على موقع كرة السلة الأوروبية.كوم (الإنجليزية)
- دانيال ديلون على موقع كلية كرة السلة في سبورتس رفرنس.كوم (الإنجليزية)
- دانيال ديلون على موقع ريلجم (الإنجليزية)
- دانيال ديلون على موقع بروبوليرز (الإنجليزية)
- دانيال ديلون على موقع سبورتس رفرنس (الإنجليزية)